# Hosszúhetény
Hosszúhetény (tedesco Hetting, croato Hetinj) è un comune dell'Ungheria di 3.360 abitanti (dati 2001) situato nella contea di Baranya, nella regione Transdanubio Meridionale. È una delle località turistiche ungheresi.
Hosszúhetény è gemellato con Morolo, Frosinone, Italia.